# 英名二十八衆句

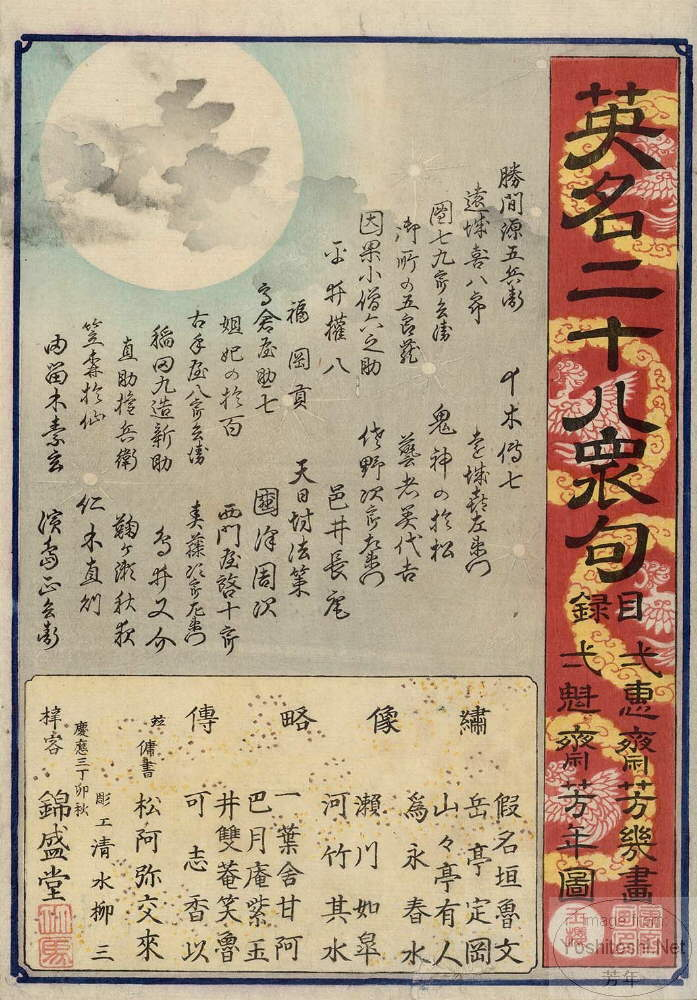
目録

英名二十八衆句（えいめいにじゅうはっしゅうく）は月岡芳年及び落合芳幾による浮世絵木版画の連作であり、それぞれが14図ずつ描いている。慶応2年（1866年）から慶応3年（1867年）にかけて刊行された。作品の大半は芝居から題材を得ており、いわゆる無惨絵の代表作である。外題は赤地の短冊枠に画題とともに記され、その左の白地の短冊枠に松尾芭蕉、大島蓼太、向井去来らの俳句が記されている。二十八衆句というのは仏教の「二十八宿」に基づいており、「衆句」イコール「衆苦」に通じ、地獄絵と捉えることもできる。版元は錦盛堂。

## 作品
| - 勝間源五兵衛 - 遠城喜八郎 - 団七九郎兵衛 - 御所五郎蔵 - 因果小僧六之助 - 平井権八 - 福岡貢 | - 高倉屋助七 - 姐妃のお百 - 古手屋八郎兵衛 - 稲田九蔵新助 - 直助権兵衛 - 笠森お仙 - 由留木素玄 |

| - 十木伝七 - 遠城喜左衛門 - 鬼神のお松 - 芸者美代吉 - 佐野次郎左衛門 - 邑井長菴 - 天日坊法策 | - 国沢周治 - 西門屋啓十郎 - 春藤治郎左衛門 - 鳥居又助 - 鞠ケ瀬秋夜 - 仁木直則 - 浜嶋正兵衛 |

## ギャラリー

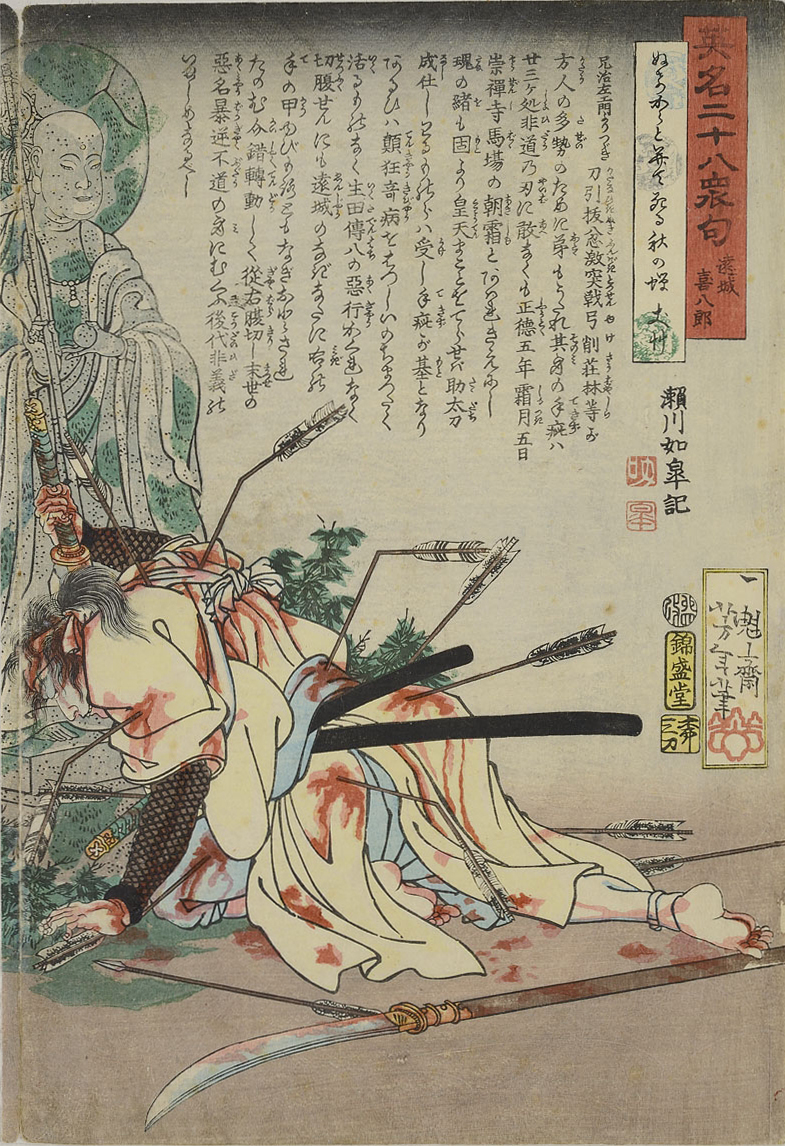
遠城喜八郎
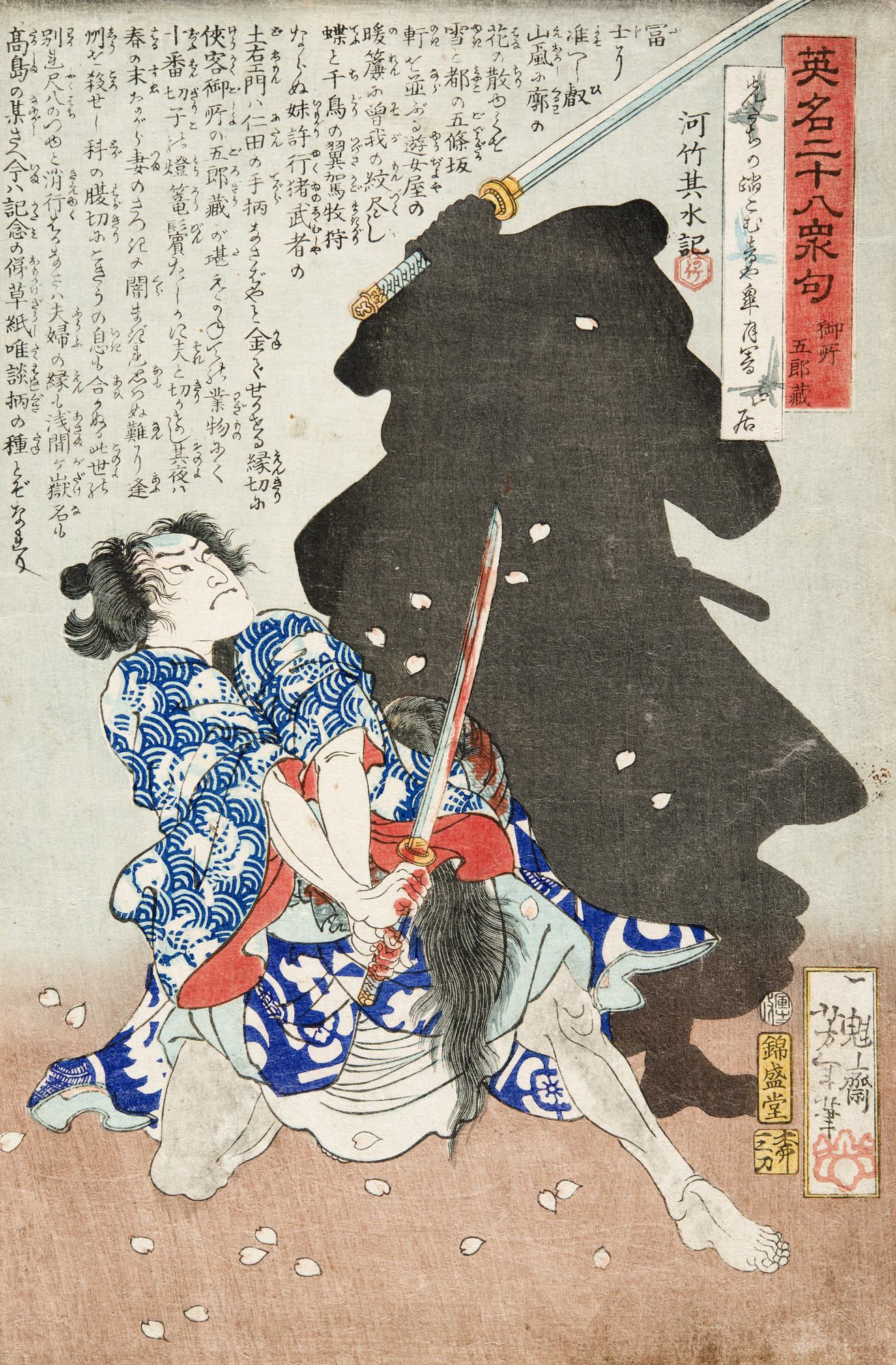
御所五郎蔵
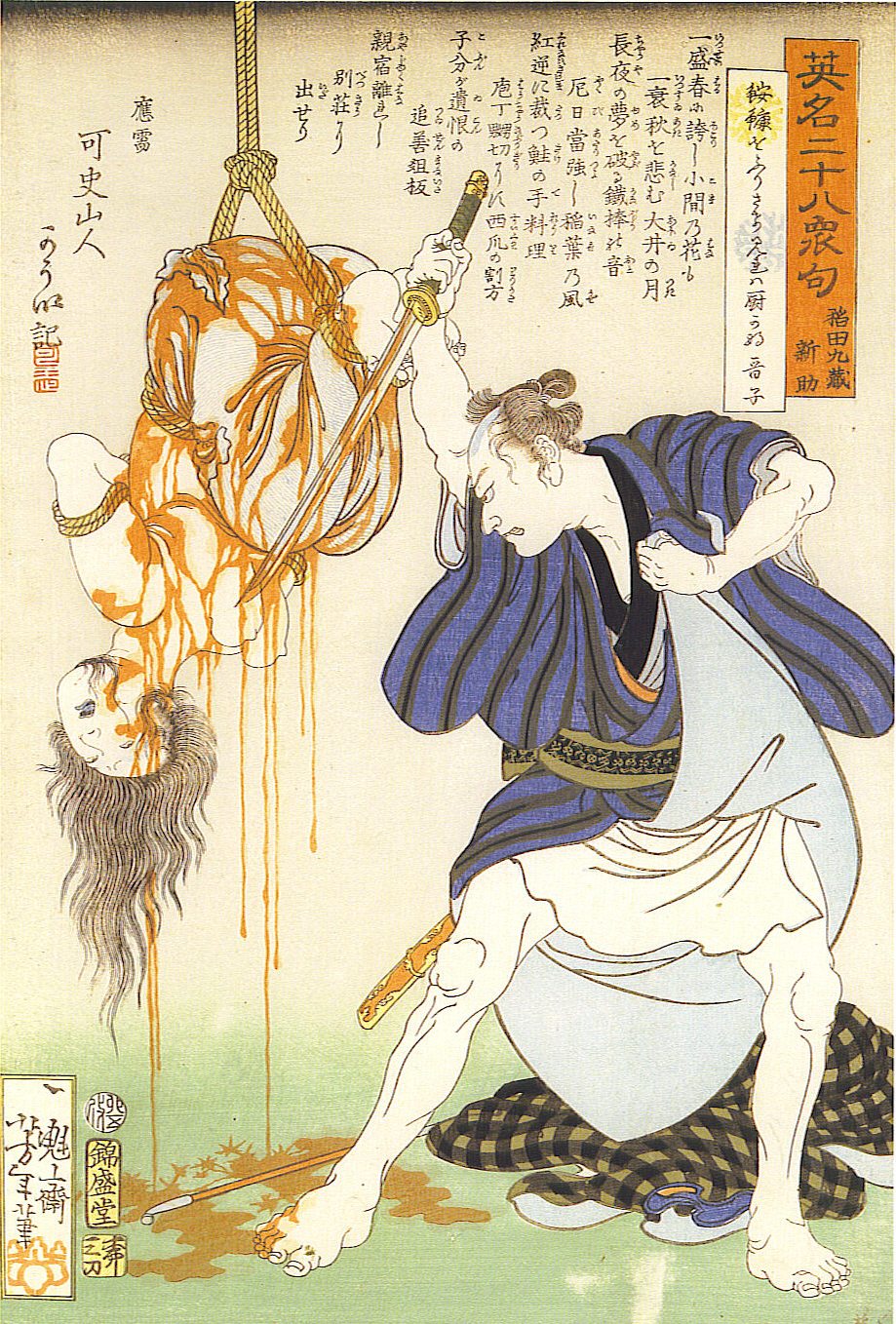
稲田九蔵新助
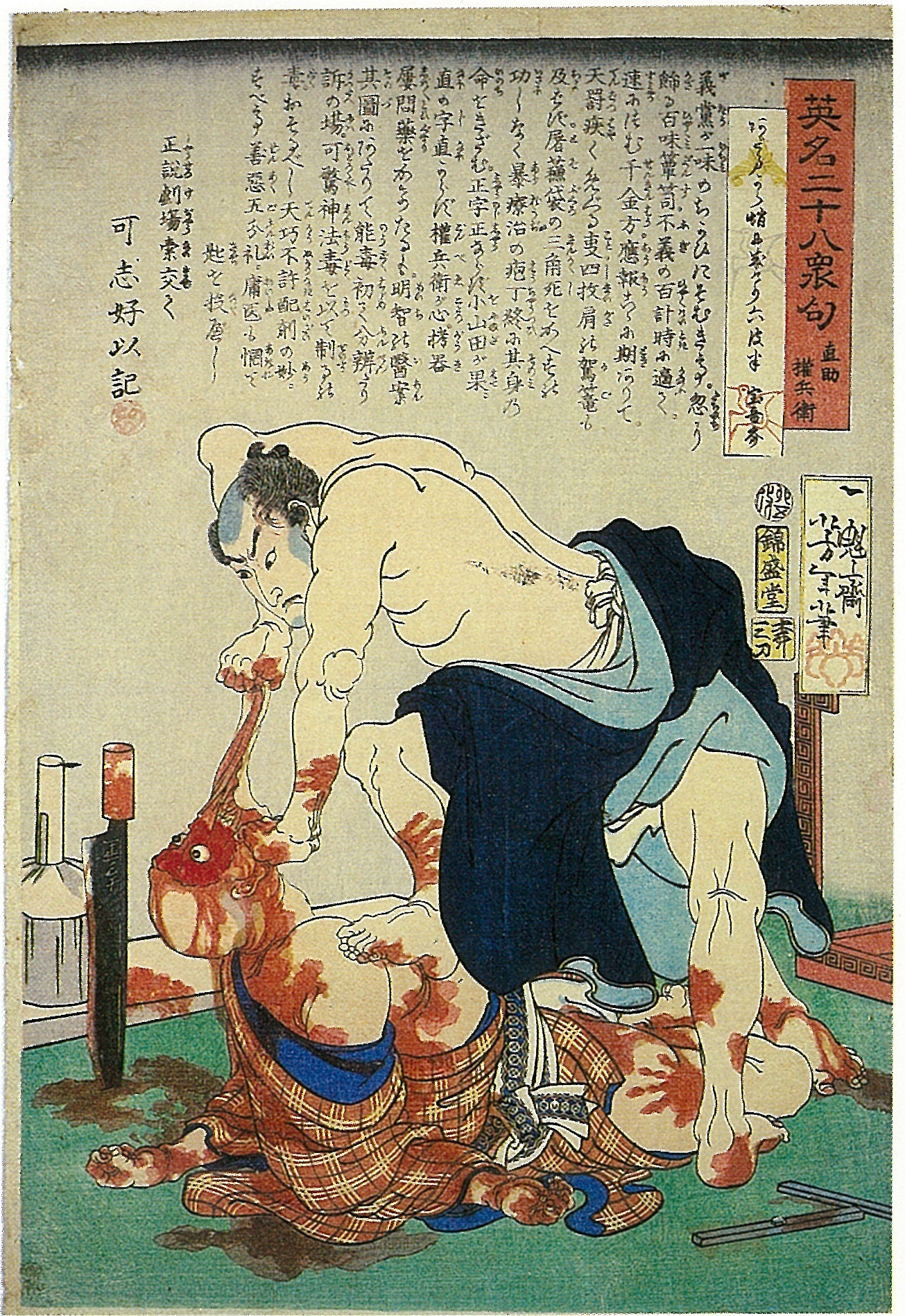
直助権兵衛